# Andrea Cossu
Andrea Cossu (né le 3 mai 1980 à Cagliari, en Sardaigne) est un footballeur international italien évoluant au poste de milieu offensif de la fin des années 1990 à la fin des années 2010.

## Biographie
Andrea Cossu fait ses premiers pas de footballeurs dans un petit club de Cagliari, le Johnannes, avant de débuter à 16 ans à l'Olbia Calcio en Serie C2. Il joue 5 matchs, l'équipe termine 16e du championnat, mais cela suffit à l'Hellas Vérone pour l'acheter, initialement pour jouer dans l'équipe réserve. Il reste une saison et demie, sans jamais jouer en professionnel, avant d'être prêté en janvier 1999 à l'AC Lumezzane en Serie C1. Durant la deuxième partie de saison, il joue 11 matchs pour deux buts, l'équipe ne perdant qu'en finale des play-off. Durant deux saisons, il passera six mois à l'Hellas Vérone, toujours en équipe de jeune, puis 6 mois à l'AC Lumezzane inscrivant d'abord 1 but en 9 matchs puis 4 buts en 21 matchs. Lors de la saison 2001-02, il passera au mercato de l'Hellas Vérone à Torres, toujours en Serie C1 : il jouera 12 matchs et marquera un but.
Ce n'est que lors de la saison 2002-03 qu'Andrea Cossu va enfin trouver sa place dans l'équipe professionnelle de l'Hellas Vérone, lorsque l'équipe est reléguée en Serie B. Il est même titulaire lors de sa première saison, jouant 30 matchs sans buts et une médiocre 13e place. La saison suivante, 2003-04, est moins réussie pour Andrea Cossu, qui marque 1 but en 28 matchs. L'équipe passe à deux doigts de la relégation en Serie C1. Il n'explose véritablement que lors de sa dernière saison à l'Hellas Vérone où il marque 6 buts en 33 matchs et démontre notamment sa capacité à tirer les coups de pied arrêtes. Son niveau de performance se reflète sur celui de l'équipe qui termine 6e, tout près de la montée.
Ses bonnes prestations lui valent d'être appelé à jouer en Serie A pour la saison 2005-06, dans le club de sa ville de naissance, son club de cœur, le Cagliari Calcio. Il fait même partie d'une associations d'ultras du club. Il va effectuer toutefois des matchs plutôt discrets, son potentiel restant inexprimé : il joue 22 matchs, souvent remplaçant, sans marquer. L'équipe est 14e. Il est revendu à l'Hellas Vérone en Serie B dès la saison suivante, où il est initialement titulaire, mais son manque de professionnalisme parfois le rendit suffisant. Il ne joua au total que 20 matchs. L'équipe perd en play-out et est rétrogradé en Serie C1.
Il joue la première partie de la saison 2007-08 à l'Hellas Vérone en Serie C1, où il totalise 9 matchs sans marquer, avant d'être racheté en janvier 2008 par le Cagliari Calcio, en Serie A. Il va permettre à l'équipe, par ses prestations, de rendre possible la permanence du club en Serie A, ce qui va lui faire gagner sa place de titulaire. Davide Ballardini, l'entraîneur de l'époque, a eu la bonne idée de le placer juste derrière les attaquants lorsqu'avant il évoluait en tant qu'ailier. Il va inscrire un but en 16 matchs.
Ses performances en font un titulaire à part entière pour la saison 2008-09, où il évolue toujours derrière les attaquants malgré l'arrivée d'un nouvel entraîneur Massimiliano Allegri. Il joue 33 matchs et marque 1 but et l'équipe, 9e, est un peu la surprise du championnat. Cossu en est le maître à jouer. Il continue sur ce haut niveau de performance lors de la saison 2009-10 où l'équipe s'est sauvée sans peine et où il a marqué 2 buts en 31 matchs.

## Équipe nationale
En février 2010, il reçoit sa première convocation pour l'équipe d'Italie de Marcello Lippi, à quelques mois de la Coupe du monde. Il dispute l'intégralité du match amical contre le Cameroun (0-0).

## Clubs
- 1996-1997 : Olbia Calcio
- 1997-2005 : Hellas Vérone 
  - jan. 1999-1999 : AC Lumezzane  (prêt)
  - oct. 2000-2001 AC Lumezzane  (prêt)
  - jan. 2002-2002 : Sassari Torres  (prêt)
- 2005-2006 : Cagliari Calcio
- 2006-jan. 2008 : Hellas Vérone
- fév. 2008-2015 : Cagliari Calcio
- déc. 2015-2017 :  Olbia Calcio
- depuis 2017 : Cagliari Calcio

## Palmarès
Néant